# Seison Maeda
Seison Maeda (jap. 前田 青邨 Maeda Seison), właśc. Renzō Maeda (jap. 前田 廉造 Maeda Renzō); ur. 27 stycznia 1885, zm. 29 października 1977 – japoński malarz.
Urodził się w środkowej Japonii, w małej wiosce położonej w prefekturze Gifu. W 1901 roku rozpoczął w Tokio studia malarskie u Hanko Kajity (1870–1917). Poznał wówczas Kokeia Kobayashiego, z którym później przez wiele lat się przyjaźnił. W czasie nauki poznał tradycyjne malarstwo japońskie, w oparciu o które wypracował swój własny, indywidualny styl. Dzięki pomocy finansowej udzielonej przez mecenasa sztuki Tomitarō Harę odbył liczne podróże po Japonii, m.in. do Kioto, gdzie mógł studiować japońskie zabytki. 
W latach 1922–1923 odbył podróż do Europy, w trakcie której studiował we Włoszech dzieła malarstwa renesansowego, a w Muzeum Brytyjskim prace chińskiego malarza z IV wieku, Gu Kaizhi. W 1938 roku odwiedził Chiny. Był członkiem Cesarskiej Akademii Sztuki (Teikoku Bijutsu-in), a w 1944 roku otrzymał tytuł artysty nadwornego (Teishitsu Gigei-in). Wykładał także na Tokijskiej Akademii Sztuk Pięknych (Tokyō Bijutsu Gakkō). Od 1959 roku udzielał lekcji malarstwa cesarzowej Nagako. 
Tworzył głównie w stylu nihonga. Jego styl cechuje się lekko i precyzyjnie prowadzoną linią kreśloną tuszem, tworzącą strukturę obrazu. Zrekonstruował zniszczone w pożarze z 1949 roku VIII-wieczne freski w świątyni Hōryū-ji. Prowadził też prace restauratorskie nad odkrytymi w 1972 roku malowidłami z grobowca Takamatsuzuka.
W 1955 roku został odznaczony Orderem Kultury.